# Tom Morris, Jr.
Pour les articles homonymes, voir Tom Morris et Morris.

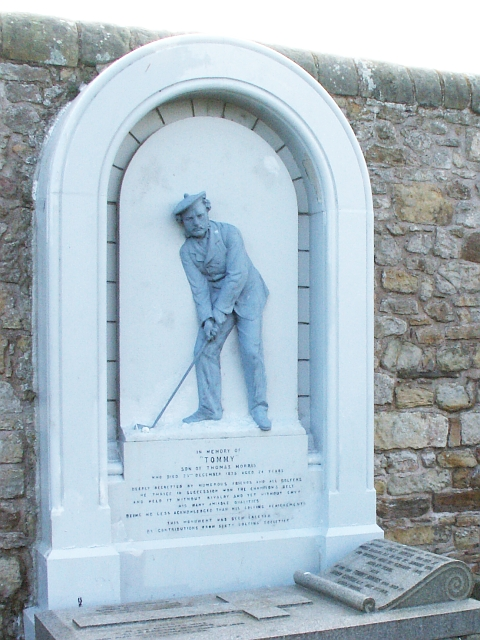
Tombe de Tom Morris Jr. à St Andrews, Fife

Tom Morris, Jr. (20 avril 1851 - 25 décembre 1875), connu également sous le nom de Young Tom Morris est un golfeur écossais. Il a été l'un des premiers professionnels de golf. Il est mort le jour de Noël à seulement 24 ans

## Biographie

### Origines
Tom Morris Jr. est né à St Andrews en Écosse, ville où le golf a été stabilisé et codifié au XVIIIe siècle. Son père, Old Tom Morris, a été le premier professionnel de golf à plein temps et a remporté quatre des huit premiers Opens britanniques.
Pendant très longtemps, seul le certificat de baptême de Tom Morris Jr., mentionnant la date du 10 mai 1851, était connu, mais en 2006 a été découvert son certificat de naissance à la nouvelle Chambre des Registres d'Édimbourg.

### Un parcours de champion
Young Tom Morris a remporté l'Open britannique à quatre reprises en 1868, 1869, 1870 et 1872. En 1869, son père a fini deuxième derrière lui, fait demeuré unique dans l'histoire du tournoi. Après ses trois victoires consécutives, Young Tom a été autorisé à conserver la ceinture originale du tournoi, ce qui obligea de créer la célèbre Claret Jug pour le tournoi 1872 (en raison de l'absence de trophée le tournoi 1871 ne fut pas disputé) et fut le premier à y inscrire son nom. Il est le seul golfeur à avoir remporté quatre Open britannique consécutifs.
Young Tom a fait également plusieurs tournées à travers l'Écosse et l'Angleterre avec David Strath pour des matchs d'exhibition.
Dans un match play en septembre 1875 entre lui, son père, Willie and Mungo Park entre autres, Young Tom reçoit à la fin du tournoi un télégramme l'informant de la mauvaise santé de son épouse, Margaret Drinnen, alors enceinte. Il décide de regagner rapidement son domicile par voie maritime, mais avant l'embarquement un nouveau télégramme lui apprend la disparition brutale de sa femme. Il ne se remet pas de cette nouvelle et décède le jour de Noël de la même année, à seulement 24 ans.
Sacré pour la première fois à 17 ans, il reste le plus jeune vainqueur de l'Open britannique plus de 150 ans plus tard.

## Palmarès
- Vainqueur de l'Open britannique : 1868, 1869, 1870 et 1872.

## Dans la culture
- Le biopic Tommy, la légende du golf, réalisé par Jason Connery (2016) est consacré à Tom Morris, Jr., et à la relation entre le fils et le père, au prix de libertés prises avec le rôle réel de celui-ci. Son rôle est tenu par Jack Lowden. Il est disponible en DVD.